# Hedyotis laciniata
Hedyotis laciniata är en måreväxtart som beskrevs av Ryozo Kanehira. Hedyotis laciniata ingår i släktet Hedyotis och familjen måreväxter.
Artens utbredningsområde är Nordmarianerna. Inga underarter finns listade i Catalogue of Life.